# Minh bạch (thị trường)

## Tổng quan
Tính minh bạch của thị trường là sự sẵn có của các thông tin về thị trường, các giao dịch trên thị trường. Khái niệm này thường được dùng trong thị trường tài chính. Các thông tin thường được cho là quyết định tính minh bạch của thị trường là: Các thông tin về sản phẩm, dịch vụ, khối lượng có sẵn của tài sản vốn, độ sâu của thị trường (khối lượng giá trị của sản phẩm lưu thông trên thị trường, khái niệm thường dùng trong thị trường tài chính và thường được thể hiện bằng khối lượng sản phẩm được mua bán trên thị trường và giá của chúng), giá của sản phẩm, dịch vụ, và nơi thị trường diễn ra. Một thị trường với tính minh bạch cao có thể dẫn đến phi trung gian hóa do người mua có nhiều hiểu biết về giá của nhà cung cấp, khiến họ có xu hướng mua tại nhà cung cấp nhiều hơn để được giá ưu đãi hơn.
Thị trường minh bạch là tốt hay xấu đối với thị trường còn tùy thuộc vào mối quan hệ của độ sâu thị trường với biến động giá. Bên cạnh đó, tùy thuộc vào tính chất của thị trường thì tính minh bạch của thị trường sẽ được cho là có ảnh hưởng xấu hoặc tốt đến chất lương giao dịch trên thị trường. Việc giao dịch theo nguyên tắc minh bạch của thị trường được biết đến dưới tên “Sunshire trading” và ngược với nó là “Dark pool trading” chỉ việc người tham gia thị trường giao dịch nhưng không có thông tin về ai đang giao dịch hay giao dịch với khối lượng bao nhiêu và với giá như thế nào, .... Hay nói cách khác, giao dịch “Dark pool” là giao dịch trên thị trường không minh bạch. Trong thị trường minh bạch, (hay đối với Sunshire) Admati và Pfleiderer đã chỉ ra rằng, sự xác định của thanh khoản (chỉ sự nhận biết của thị trường về một lệnh thanh khoản) giảm đi chi phí trao đổi của người báo trước, nhưng tác động của nó đến phúc lợi cũng như chi phí trao đổi chưa rõ ràng.

## Tính minh bạch về giá
Tính minh bạch của thị trường là tốt hay xấu đối với thị trường vẫn còn là một vấn đề với nhiều tranh cãi. Trong nghiên cứu của mình, Keim, D, và A Madhavan đã chỉ ra mối quan hệ giữa độ sâu thị trường với biến động về giá có ảnh hưởng như thế nào đến việc tăng tính minh bạch của thị trường và sẽ ảnh hưởng như thế nào đến giá và tính thanh khoản của thị trường. Minh bạch về giá (Một trong những yếu tố khiến thị trường minh bạch) cũng có thể dẫn đến giá cao hơn khi mà nó làm cho người bán không muốn giảm giá mạnh cho một số người mua nhất định, tạo điều kiện cho thông đồng. Hay sự biến động về giá là những mối lo lắng đối với tính minh bạch của thị trường.
Có hai loại minh bạch về giá của thị trường:
1. Tôi biết tôi sẽ phải trả giá bao nhiêu
2. Bạn sẽ phải trả giá bao nhiêu (Cho cùng một sản phẩm dịch vụ)

## Tranh cãi về tính minh bạch của thị trường
Nghiên cứu về thị trường tài chính cũng đã dấy lên những quan ngại đối với tính minh bạch của thị trường về những ảnh hưởng xấu của nó đến thị trường như: Giảm tính thanh khoản của thị trường và tăng sự biến động giá. Đây là một động lực đối với những thị trường minh bạch một cách có chọn lọc hơn (Kém minh bạch hơn) như là thị trường “Dark pool”. Như đã trình bày sơ lược ở trên về những ảnh hưởng của tính minh bạch thị trường. Tính minh bạch của thị trường có thể ảnh hưởng “tốt” hoặc "xấu" (tích cực hay tiêu cực đến chất lượng giao dịch) đối với thị trường tùy thuộc vào đặc tính thị trường mà Keim, D, and A Madhavan đã chỉ ra. Việc đó phụ thuộc vào mối quan hệ giữa độ sâu thị trường và biến động giá.
Tính minh bạch của thị trường rất khó đạt được vì các thuộc tính của nó khó mà đo lường được. Ví dụ: Chất lượng của các sản phẩm, dịch vụ khó có thể đo lường được điển hình là các sản phẩm nghệ thuật . Hay ngay cả giá cả của thị trường cũng là một trong những yếu tố khó mà đo lường được. Đặc biệt trong trường hợp của kế toán định giá (Fair value accounting - FVA), việc minh bạch trở nên cực kỳ khó khăn khi mà tài sản bậc 2, bậc 3 không thể hạch toán theo giá thị trường, bởi vì không có thị trường trực tiếp nào tồn tại. Đặt ra câu hỏi đối với những tài sản như thế: "Như thế nào là minh bạch?". Tài sản bậc 2 có thể định giá theo mô hình định giá giả định thông tin, một chủ đề đang được ưa thích ở ngành “xã hội học tài chính” (Social studies of finance), trong khi các tài sản bậc 3 có thể đòi hỏi nhiều biến số như là quản lý kỳ vọng hoặc giả định.

## Tính minh bạch trong thị trường ngoại hối
Có rất ít các thị trường đòi hỏi mức riêng tư, trung thực và tin tưởng giữa các thành viên như thị trường ngoại hối . Việc này tạo ra nhiều khó khăn cho các nhà đầu tư, trao đổi (Trader) và những người hướng dẫn để có thể vượt qua nếu như có ít tính minh bạch của thị trường. Dẫn đến nhu cầu xây dựng niềm tin với những đối tác trao đổi và xây dựng mối quan dưới ngữ nghĩa xã hội. Ví dụ như là “quà tặng thông tin”, thứ mà có thể thấy ngay cả trên sàn giao dịch của ngân hàng đầu tư quốc tế - Nơi phục vụ các nhà đầu tư có hướng dẫn . Nếu như không có tính minh bạch của thị trường, việc xác minh các giao dịch trở nên gần như là bất khả thi. Trong tình huống thị trường có vấn đề thiếu minh bạch trong giao dịch, sẽ không có niềm tin giữa khách hàng và nhà môi giới (Broker). Và ngạc nhiên thay, đó là một nhu cầu không thể thiếu để thực hiện các giao dịch “Dark pool” . Việc này đã trở thành một đột phá trong lĩnh vực tài chính. Các công ty như là Fair Trading Technology và T3 Intergration Bridge đã tiến đến cho phép người giao dịch thực hiện giao dịch với sự minh bạch và khả năng xác minh các giao dịch đó đã được thực hiện trên thị trường chưa. (Công ty sử dụng các cầu nối để kết nối các nhà giao dịch với mạng truyền thông điện tử lớn nhất thế giới, Dukascopy Bank SA sử dụng nền tảng Meta Trader 4). Thị trường ngoại hối hiện tại đã hướng tới đột phá blockchain mới - cho phép giao dịch với bên ngoài trung tâm trao đổi hoặc thay đổi cách mà những giao dịch thực hiện.